# Deer Park (Maryland)
Pour les articles homonymes, voir Deer Park.
La ville de Deer Park est située dans le comté de Garrett, dans l’État du Maryland, aux États-Unis. Sa population s’élevait à 303 habitants lors du recensement de 2020.